# Паспорт громадянина Австралії

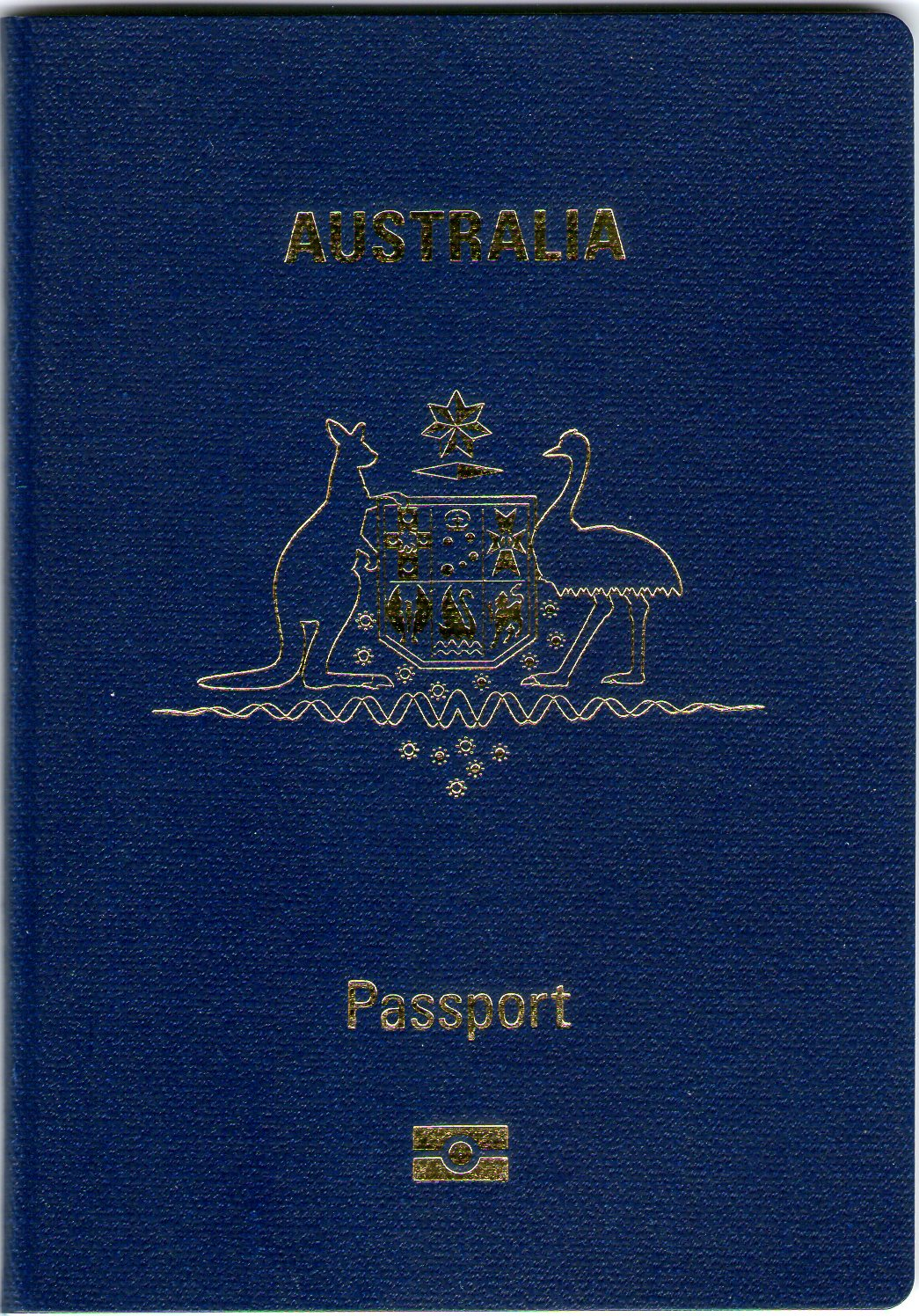
Стандартний паспорт громадянина Австралії

Паспорт громадянина Австралії — документ, що видається громадянам Австралії для здійснення поїздок за кордон.

## Історія
- «X» серія паспортів була випущена в 1917 році, під час Першої світової війни.

- У 1914—1915 роках було видано указ про те, що кожен громадяни від 16 років повинні мати паспорт для виїзду з країн Співдружності.

- У 1949 році було видано 2 види паспортів:

1. B-серія для британських підданих, які не є громадянами Австралії.
2. З-серія для громадян Австралії.

- У 1969 році на обкладинці паспорта фразу Австралійський Паспорт змінили на Британський Паспорт.

- До 1983 року паспорт одруженої жінки повинен був підтверджуватися її чоловіком.

- У 1984 році Австралійський паспорт став першим машинописним з ламінованим вставками.

- З 1986 року всі діти мусили мати окремий документ, що засвідчує особу, і не могли більше бути вписані в паспорт батьків.

- L-серія паспорта містила фотографію власника і його підпис. Паспорт став кольоровим.

- 27 листопада 2003 року безпеку паспорта М-серії була поліпшена введенням голограм.

- У жовтні 2005 року почалася видача електронних паспортів.[1]

- У травні 2009 року було дещо змінено дизайн паспортів (N-серія), поліпшена система безпеки.[2]

- У червні 2014 року була випущена P-серія, яка комбінує властивості електронного та звичайного паспортів, а також має ще більш просунуті елементи захисту, включаючи перший в світі кольоровий «спливаючий» малюнок.

## Типи паспортів
- Стандартний (чорна або синя обкладинка) — паспорт для всіх громадян.

1. Частого мандрівника (чорна або синя обкладинка) — відрізняється від стандартного великим числом сторінок.

- Терміновий (чорна обкладинка) — паспорт, виданий терміново (один-два дня) або австралійцям за кордоном у разі крадіжки або втрати основного паспорта. Дійсний 12 місяців.

- Дипломатичний (червона обкладинка) — паспорт для дипломатів.

- Офіційний (сіро-зелена обкладинка) — паспорт для офіційних осіб, що представляють Австралію.